# Juliette Haigh
Juliette Haigh est une rameuse néo-zélandaise née le 4 août 1982 à Auckland.

## Palmarès

### Jeux olympiques
- 2012 à Londres, Royaume-Uni
  -  Médaille de bronze en deux sans barreur

### Championnats du monde
- 2005, à Kaizu, (préfecture de Gifu), Japon
  -  médaille d'or en deux sans barreur
- 2006, à Eton, Royaume-Uni
  -  médaille d'argent en deux sans barreur
- 2010, à Karapiro, Nouvelle-Zélande
  -  médaille d'or en deux sans barreur
- 2011, à Bled, Slovénie
  -  médaille d'or en deux sans barreur